# Lajos Détári
Lajos Détári (* 24. dubna 1963, Budapešť) je maďarský fotbalový trenér a bývalý fotbalový záložník.
Hrál za Honvéd Budapešť, s nímž se stal třikrát v řadě mistrem Maďarska (1984, 1985 a 1986), třikrát byl nejlepším ligovým kanonýrem (1985, 1986, 1987). V roce 1987 přestoupil do Eintrachtu Frankfurt, s nímž získal DFB-Pokal 1988. Po této sezóně ho koupil Olympiakos FC za sedmnáct milionů marek, což byl tehdy třetí nejdražší přestup světového fotbalu po Maradonovi a Gullitovi. Pak působil v italské a švýcarské lize, kariéru zakončil ve slovenském amatérském klubu Družstevník Horná Potôň.
V reprezentaci odehrál 61 zápasů, zúčastnil se mistrovství světa ve fotbale 1986, kde vstřelil gól v utkání proti Kanadě, které Maďaři vyhráli 2:0 (je dosud posledním maďarským fotbalistou, který skóroval na MS).
Byl vyhlášen fotbalistou roku ve třech různých zemích (Maďarsko, Řecko, Švýcarsko). Na Hrách dobré vůle 1994 se představil v mužstvu vybraných světových hvězd.
Po skončení aktivní kariéry působí jako trenér (FC Bihor, Csepel SC, Honvéd Budapešť, ACB Hanoj, Panserraikos, Ferencvárosi TC, asistent trenéra maďarské reprezentace), aktuálně vede tým Felsőtárkány SC ve třetí lize.